# 자주국방론

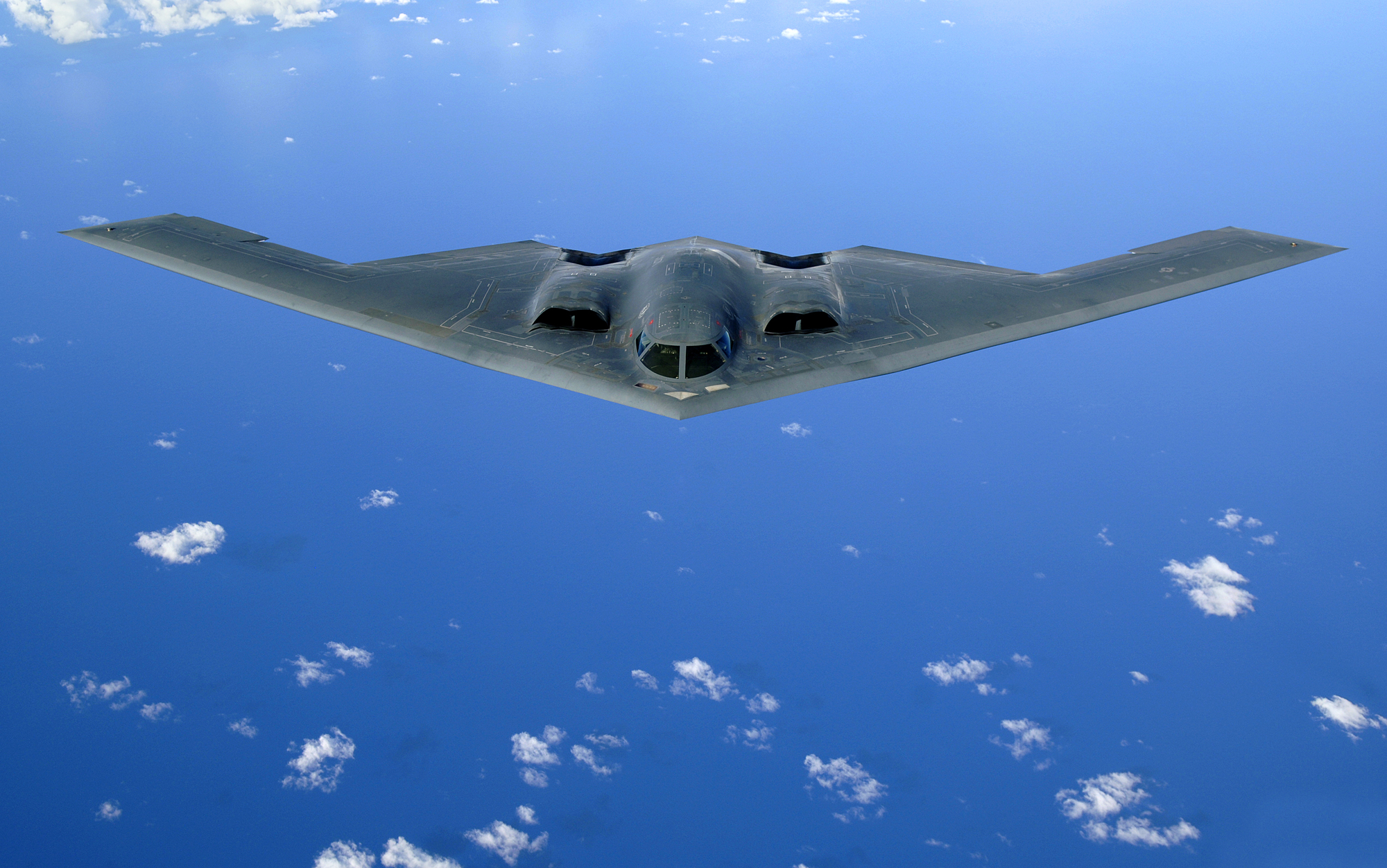
초강대국 미국은 자주국방을 실현하는 대표적인 예다. 700조원 넘는 국방예산으로 국방을 유지한다.

자주국방론은 박정희 정부, 노무현 정부 당시 두차례 대한민국 정부가 내놓았던 대한민국에 있는 이론이다. 그러나 둘의 자주국방론은 사뭇 방향에 차이가 있다. 한국 외에도 세계에서는 많은 세력들에 의해 자주국방론과 유사한 이론은 연구되고 있다. 현재 문재인 정부의 정책은 노무현 정부의 자주국방론을 계속하여 이어나가고 있다.

## 역사

### 박정희 정부의 자주국방론
박정희 정부가 자주국방론을 내놓은 배경은 1969년 "아시아의 공산주의 국가와 자유진영 국가의 분쟁이 발생했을 시, 분쟁의 책임은 당사국에 국한된다."며, 미군의 한반도 퇴장을 시사하는 미국의 닉슨 독트린 발표 직후부터 시작된다.
당시 한국은 북한의 침공을 막아낼 독자적인 전력이 없는 상태였다. 1970년대 당시 아시아의 정부들은 미군이 아시아에서 군세를 줄이며 베트남이 어떤 상황에 처하였는지를 직접 목격할 수 있었고, 그 영향으로 한국의 초대 자주국방론은 '독자생존'에 더욱더 초점을 맞추게 되었다. 대한민국의 핵무기 개발 사업 또한 1970년 닉슨 독트린이 공식 발표된 직후부터 비밀리에 시작되었다.
박정희 정부가 본격적으로 한국군을 현대화하기 시작했던 시기는 1974년부터 1995년까지 진행되었던 율곡 사업을 시작한 이후부터다. 1990년대 중반까지도 영국국제전략연구소 IISS는 북한의 양적 국방력이 한국보다 우위라고 평가했다. 한국이 북한 국방력과 대등해진 것은 800기의 물량이나 되는 북한 공군을 제압할 수 있는 전폭기 F-15K와 방공구축함, 세종대왕급 구축함을 도입한 2000년대에 와서야 도달한다.
박정희 대통령의 마음에 핵의지를 심은 건 미군의 일방적 철수였다. 70년 미국 닉슨 대통령의 철군 예정통보(71년 3월 2만2000명 철수→75년까지 완전 철수)가 있은 뒤 대통령은 내게 “미군이 언제 떠날지 모르는데 원자폭탄을 연구해 보자. 핵무기를 개발하다 미국이 방해해 못 만들게 되면 언제든지 만들 수 있는 수준의 기술이라도 갖춰놔야 하지 않겠느냐”고 말했다.

박 대통령의 말엔 강렬한 집념과 냉정한 현실인식이 함께 담겼다. 절대무기를 가져야겠다는 우리의 집념을 미국이 허용하지 않을 것이니 다양한 기술들을 차근차근 축적해 나가자는 것이었다. 핵기술들은 무기용만이 아니라 산업용으로도 활용해 경제발전에 도움이 되도록 하겠다는 실용적 접근법이었다. 예를 들어 평상시 화약공장을 돈을 버는 산업용으로 가동하다 유사시 폭탄을 만드는 무기용으로 바꾸는 것과 같은 이치다. 핵무기는 북한에서 이념으로 개발된 데 반해 핵기술은 한국에서 중화학공업의 한 산업으로 다뤄졌다. 핵무기든 핵기술이든 실질적인 핵개발은 우리 경제가 방위산업·중화학공업 시대로 전환한 73년을 기점으로 진행됐다. 치고 달려나가는가 하면 멈추면서 다른 양보를 받아내는 미국과의 핵 숨바꼭질은 그때부터 시작됐다.
 — 김종필 증언록, 2015년 7월 10일 중앙일보
지금 그들을 붙잡고 ‘더 있어 달라’, ‘기간을 연장해 달라’고 교섭을 벌이는 것은 우스운 일입니다. 사실 30년 동안 미군이 이 땅에 있었으면 오래 있었던 것입니다. 우리가 그들더러 가지 말라고 야당 등을 내세워 데모를 벌이고 해야 소용없는 일이고 또 그럴 필요도 없습니다.

국민들이 미군이 간다고 불안해 할 필요도 없습니다. 우리는 그동안 일제 때 압제를 받았고 6·25 후 미국의 정치·문화·제도가 들어와 국민들 사고방식 저변에는 미국의 생활습관이 물들어 있어요. 이제 우리는 이와 같은 것을 정리할 때도 되었습니다. 언젠가는 진통을 겪더라도 이것을 뿌리 뽑으려 하던 참인데, 마침 미군철수를 계기로 순리에 따라 그것을 할 수 있게 되었습니다.
미군이 간다고 金日成(김일성)이가 쳐들어온다는 생각은 잘못입니다. 김일성은 미군이 있어도 자신이 있으면 쳐들어오는 것이고, 또 미군이 없어도 자신이 없으면 쳐들어오지 못합니다. 물론 우리는 미군이 있으면 없는 것보다는 나을 것입니다. 학생에게 가정교사가 있으면 든든하겠지만 어디 가정교사가 학생 대신 시험을 치러 주겠습니까. 이제 우리도 체통을 세울 때가 되었습니다. 60만 대군을 갖고 있는 우리가 4만명의 미군에게 의존한다면 무엇보다도 창피한 일입니다.
이제 우리의 자주국방력도 이만큼 컸고 지금이라도 전쟁을 하면 승산이 있는데 굳이 미군이 있어야 마음이 놓인다는 것은 말도 안됩니다. 미군이 나가는 것은 전쟁에 말려들지 않겠다는 모양인데, 그렇게 겁이 나면 휴전선 근처가 아니고 제주도나 부산에 가 있으면 될 것 아닙니까.
내가 이번에 불쾌하게 생각하는 것은 두 가지 점에서입니다.
첫째는 내가 1월 12일 연두 기자회견에서 ‘불가침협정을 북괴가 수락하면 미군 철수에 반대하지 않겠다’고 제의했는데 이 문제는 일언반구도 없이 불쑥 철군계획을 발표한 (것) 때문입니다.
둘째는 아무리 계획을 발표한다고 해도 군대를 빼는 것은 군사기밀인데 은밀히 얘기하지 않고 그런 식으로 발표를 할 수 있는 것입니까.
또 우리나라 인권문제를 얘기하는데 지난 1971년 한미관계가 아주 좋았을 때에도 미 제7사단을 뽑아갔어요. 그때에 김대중 사건이 있었습니까? 무슨 인권문제가 있었습니까?
방위세도 미군이 나갈 것에 대비해서 만든 것이오. 우리가 지금 미군을 계속 있어 달라고 조를 바에야 무엇 때문에 국민에게 부담이 되는 방위세를 만들었겠소? 그러나 5년 시한으로 되어 있는 방위세를 그 시한이 끝나도 없애지 않고 세율을 낮춰서라도 계속 존속시켜야 하겠습니다.

미군이 나가면 당연히 작전권을 인수 받아야지.
 — 박정희 대통령, 1977년 3월 15일 청와대 대변인 브리핑(오프 더 레코드)

### 노무현 정부의 자주국방론

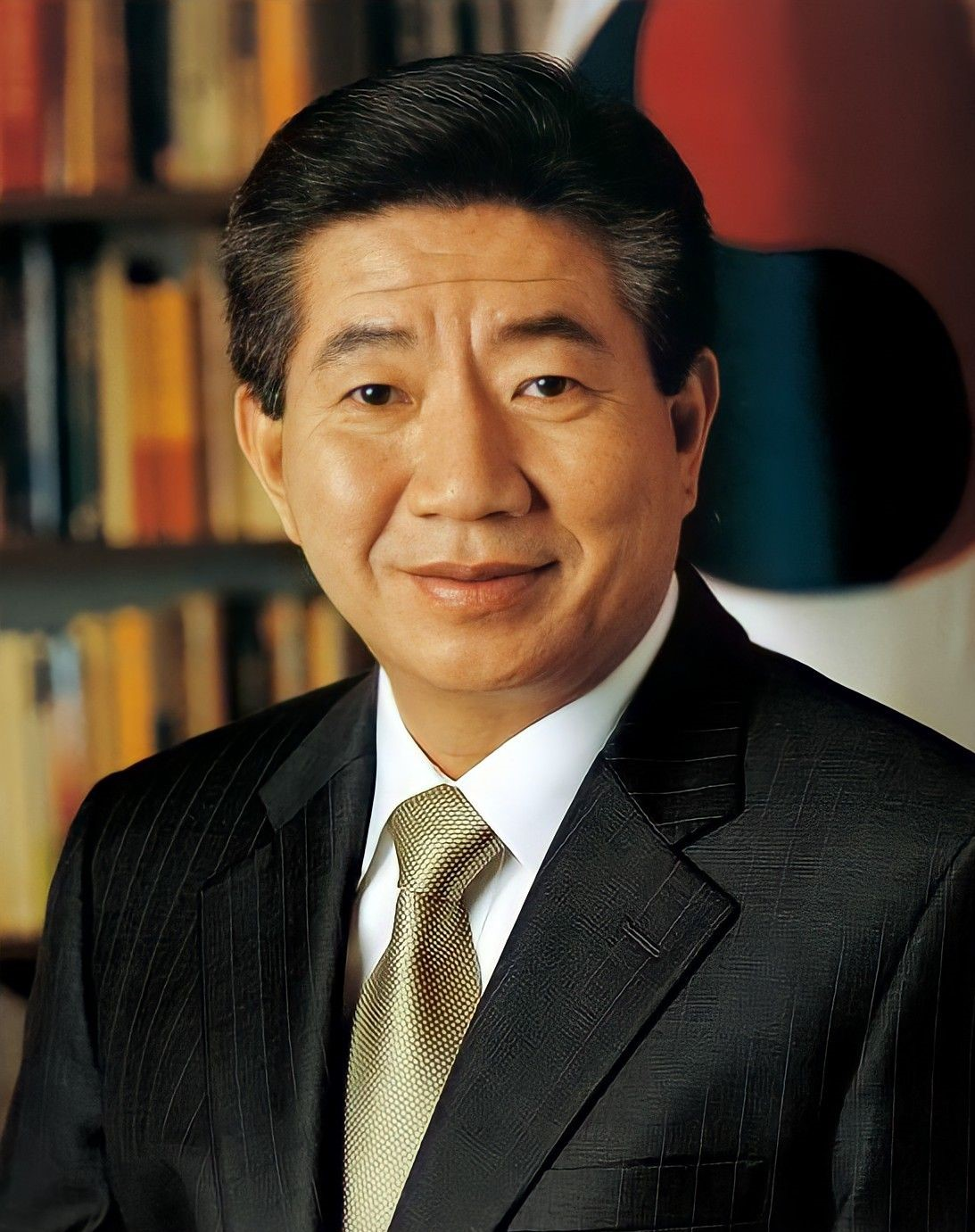
노무현 대통령은 최초의 현대적인 한국의 자주국방론을 제시한 국가지도자다.

2000년대 한국을 통치했던 노무현 정부의 자주국방론은 사뭇 다르다. 북한과 대등한 군사력을 확보한 시점이기 때문에 '생존'에 초점을 맞추지 않고, '자주성'에 초점을 맞추었다. 미군이 한반도에 들여오는 '물건'에 대하여 한국 측에게 알려줄 의무가 없어도 되는 주한미군 지위협정(SOFA) 때문에 '주한미군 탄저균 논란' 사건도 있었다. 미군이 군사 목적이라고 둘러대면 무슨 물건을 갖고와도 이론상 한국은 알 자격은 없지만 여론 등을 이유로 주한미군이 아무거나 잡히는대로 들고만 올수 없는 상황이다.

#### 노무현 정부가 시작한 국방개혁 2020의 이상적 모델[1][2]
계획대로 됐을 2030년 한국군 예상안
- 병력 490,000명
- 3세대 전차 3,200대
- 아파치 공격헬기 280대
- 방공구축함 28척
- 5세대 국산 전투기 190대
- 5세대 수입산 전투기(F-35 라이트닝 II) 70대
- 4.5세대 수입산 전투기(F-15K) 60대
- 공중 조기경보기 8대
- 공중급유기 10대~11대

### 문재인 정부의 자주국방론
노무현과 같은 정치 집단 세력인 문재인 정부도 노무현 정부의 자주국방론을 이어가고 있다. 2019년, '자주국방은 독립국가의 목표'라고 언급한 바가 있다
문 정부는 15조원의 미국 무기를 쇼핑하고 각종 신무기를 개발과 병사 월급을 100만원으로 인상하기 위한 하는 등의 정치적 목적을 위해 국방예산을 2025년까지 300조원 투입을 계획하기도 했다. 그러나 해당 목표는 정부의 지속적인 코로나 재난 지원금 책정을 국방비에서 사용함으로 인해 달성되기 어려울 전망이다.
- 저출산으로 인해 무인 자동화 분대로 개편하는 대책[12]
- 4만t급 경항모 1척 2033년까지 배치
- F-35A 60대 + F-35B 20대 전체 80대의 5세대 스텔스기 운용[13]
- E-737 피스아이 2대 추가 도입
- 합동화력함 2~3척 전력화
- KDDX 8,000t급 방공구축함 6척 전력화

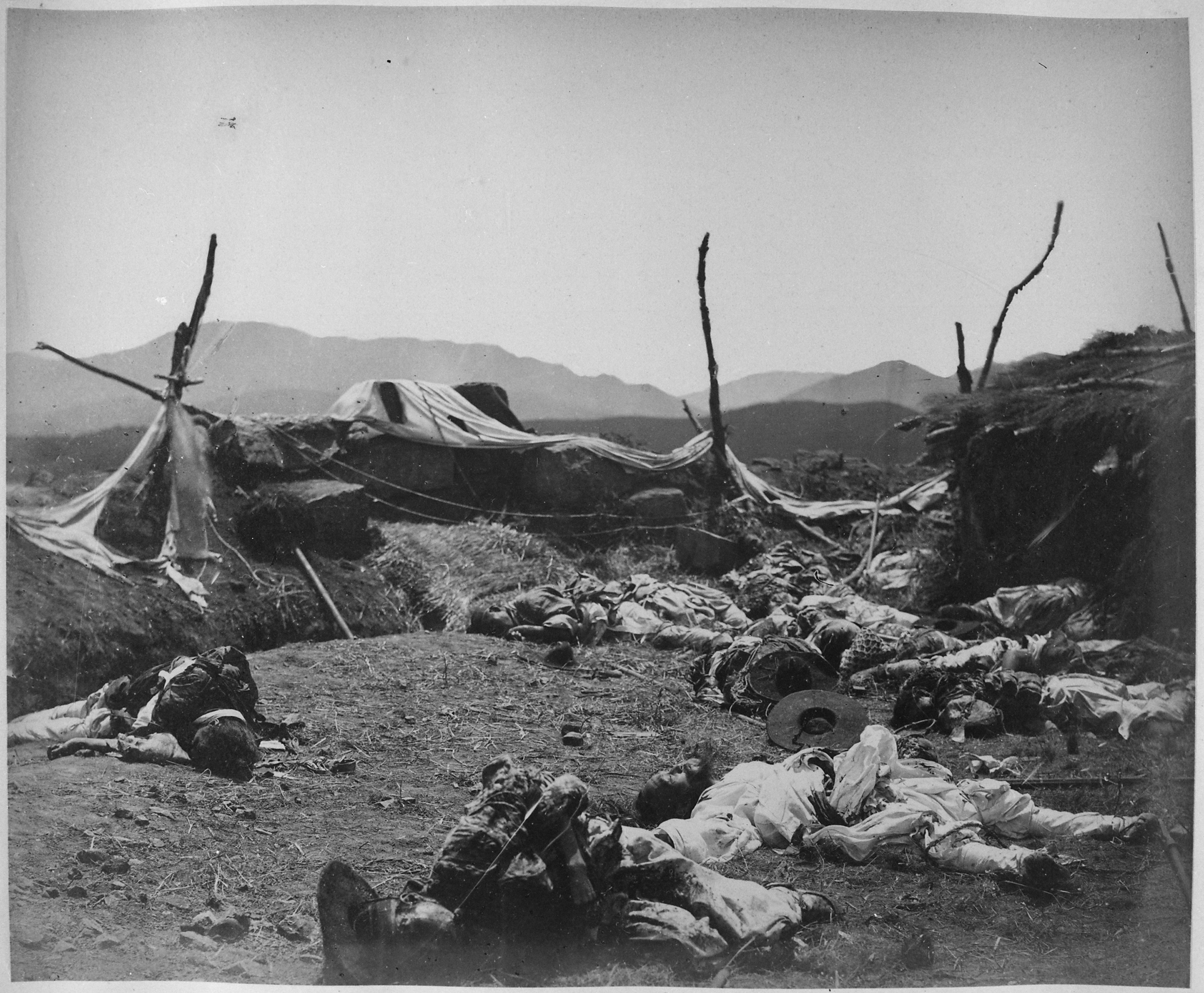
용맹하게 싸운 영용한 조선군의 사진이다.

### 조선의 자주국방
대한민국의 자주국방론의 모태를 찾으려면 조선시대 당시 조정이 내놓았던 자주국방론을 모태로 볼 수도 있다. 청 태종에게 항복하고 삼배구고두례를 했던 인조의 굴욕을 본 효종은 진정한 자주국방을 위해선 북벌(北伐)이 필요하다는 결론에 도달하게 됐다.  그러나 전체 3만 대군의 병력을 양성했음에도, 북벌은 시행되지 않았다. 북벌은 명분였고, 군사력 강화로 양란과 조정이 오랑캐를 섬김으로 인해 손상입은 조선 국왕의 위엄과 권력을 강화하는 것으로 역사학자들이 해석한다. 군사력은 청나라와 전쟁할 수준이 아니었다.

## 자주국방의 종류

### 군사력 자주국방론

#### 유사한 전력으로 위협만 가하면 된다.
냉전기간 대부분 동안,미국 경제력의 40% 미만에 불과했던 소련은 1970년대말~1980년대 미국 국방비를 앞질렀었다. 당시, 미국 경제학자들이 "GDP의 5퍼센트를 군비로 지출하면 경제에 위험신호다."라고 발언했었다. 그런데 미국은 5퍼센트였고, 소련은 15퍼센트였다. 1980년, 미국의 국방비는 2,700억 달러, 소련은 4,000억 달러였다. 80년대는 소련이 미국의 국방비를 넘어선 시대였다. 그러나 소련은 그로 인해 재정파탄을 겪었고, 경제는 추락하여 다시는 미국과 체제 대결을 할 힘을 되찾지 못하게 된다. 한국 속담의 "뱁새가 황새 따라가다 가랑이 찢어진다"라는 속담과 유사하다. 미국 입장을 생각했을 때, 소련 경제력은 미국의 30% 미만 수준, 미국의 일개 지방정부하고 경쟁한다는 것과 유사한 꼴이다. 그러나 소련은 미국을 긴장시키기에 충분했다. 자국의 국력이 적국의 3분의 1의 국력일지라도, 적국과 공멸이 가능하다면 적국은 필사적으로 대비책을 세운다.

소련 공군기지 지도, 100개가 넘는 공군 및 방공 기지를 운영했던 거대국가 소련은 해체 후, 현재 러시아 공군이 운용 중이나, 초강대국으로서 군대의 지위를 잃었다. 그러나 규모는 초강대국 수준이다.

#### 군사력 황금비율
문재인 정부에 드러서서, 자주국방 국가 혹은, 강대국으로 가는 길이 정석이 정해져 있는 것처럼, 한국은 주변국의 국방력에 맞춰서 해군력, 공군력 증강을 시작했다. 일본, 중국이 항공모함을 도입하기 때문에 한국도 항공모함을, 일본, 중국이 핵잠수함 기술을 투자하니, 한국도 핵잠수함론이라는 카드를 꺼내고, 일본, 중국, 러시아 공군이 계속 KADIZ, 한국 방공식별구역을 침범하자, 울릉공항을 건설하고 국방 중기계획 300조원으로 공군력 증강을 시작했다. 약소국과 강대국을 나누는 무기 보유 비율이 있는 것 같은 현상이다. 4세대 이상의 전투기 1개 대대를 편성할 12대의 전력이면 약소국, 4개 대대 이상인 60대~80대면 중견국가, 80대~150대를 운용하는 국가면 강대국, 200대 이상, 500대까지 운용하면 초강대국이다. 해군력은 방공구축함 1척 이상 가지면 중견국, 6척 이상이면 지역강국, 12척 이상 보유하면 강대국으로 분류된다. 한국은 해군은 중견국, 공군은 강대국에 속한다. 그러나 비판론도 있다. 100개가 넘는 공군 및 방공 기지를 운영했던 거대국가 소련은 해체 후, 현재 러시아 공군이 운용 중이나, 초강대국으로서 군대의 지위를 잃었다. 그러나 규모는 초강대국 수준이다.

### 군사력만이 아닌 전략자산의 운용능력
미국,  일본,  인도,  오스트레일리아 4개국은 중국을 포위하고 군사적으로 압박하기 위해 군사 동맹 성격이 짙은 국제기구 쿼드를 만들었다. 배타적 경제수역(EEZ)의 크기만 10위권에 들고 영토만 비교적 작은 일본을 제외하면 가입국 전부 세계 영토 면적 순위 10위권에 들고, G20에 드는 강국이다. 그러나 자주국방이 가능한 건 사실상 각각 세계 1위 경제대국, 3위 경제대국인 미국과 일본 뿐이다. 호주는 국방비를 최근에 늘리긴 했으나, 재래식 전력이 나머지 국가들에 비해 턱 없이 부족하며 독자적으로 중국의 위협을 방어할 수준이 못 되고, 재래식 전력과 핵 전력까지 보유한 인도조차 쿼드 기구를 계기로 미국 GPS 위성을 빌리는 협정을 맺어 미사일을 정밀 타격 유도를 할 수 있게 되고, 중국과의 영토 분쟁이 격화되는 시기에서 일본과 인도간의 군사 지원을 받을 수 있는 군사 협정을 맺는등 부족한 면을 메꾸고 있다. 호주 역시 일본이 일본의 독자 항법 위성, QZSS를 무료제공해준다. 재래식 전력과 비대칭 전력, 즉 핵까지 갖고 있다한 들, 독자적으로 GPS(GNSS) 위성 서비스 시스템을 보유하고, 정보 및 정찰자산을 가진 국가에게 '의존'하는 현상을 볼 수 있다.

#### 자주국방이 가능한 국가
재래식 전력과 비대칭 전력, 즉 핵까지 갖고 있다한 들, 독자적으로 GPS(GNSS) 위성 서비스 시스템을 보유하고, 정보 및 정찰자산을 가진 국가에게 '의존'하는 현상을 보았고, 이런 전략자산을 가졌으며, 자신의 지정학적 안보환경에서 독자적으로 국방이 가능한 국가를 자주국방이 가능한 국가로 본다. 일본의 경우 독자적으로 중국과 해군으로 대결할 수 있는 능력을 가졌다고 본다. 또한 일본의 해상/항공자위대의 전력은 이미 일본만을 방어하는 범위를 넘어섰다고 평가한다. 그러나 섬나라 특성상 육군이 약해 육상자위대는 상륙거부 등 특정 분야의 방위만 가능하고, 한국 육군처럼 전면전/화력전을 상정한다면 자주국방이 불가능해지나 이는 타국가에 육상자위대가 있을 경우이고, 일본 영토에 한정된다면 육상자위대의 자주 국방은 완전 불가능한 것도 아니다. 자주국방이 가능한 국가의 범주는 다음과 같은 범주에 든다. G2 혹은, G8에 속하는 경제력과 국력을 가진 국가이면서, 독자적인 전략자산을 갖고 있다.
- 미국
- 일본
- 중국
- 러시아
- 영국
- 프랑스

### 독자변수와 종속변수
종속변수는 국제무대와 외교에서 한국이 밀월관계를 가진 미-일 사이에서 혹은 미국의 정치에서 도구처럼 이용되는 관계를 지적하는 뉘앙스이다. 언론에서 많이 쓰이기도 한 용어다. 위성국 이론과도 맥이 유사한데, 한국군은 해군력, 공군력보다 육군력만 과도하게 키운 상태인데, 강대국 사이에 위치한 지정학 안보조건을 가진 한국으로선 한정된 자원으로 주변국과 무한 경쟁을 하기 불리해서, 미국이라는 독자변수와 합쳐져 안보를 유지하고 있다.

#### 군사력으로서 독자변수와 종속변수
냉전 당시, 세계를 양분했던 초강대국인 미국과 소련은 위성국을 많이 두었다. 당시 세계는 미국의 질서를 따르는 1세계와 소련의 2세계, 그리고 어느 편도 아닌 3세계가 존재했다. 미국 무기로 무장한 타이완(중화민국)이 해협에서 중국 공산당 군대를 상대로 싸웠었다.

1980년 냉전 세력구도를 나타낸 세계지도, 알제리는 소련과 가까웠다.

##### 알제리의 사례
소련은 1960년 10월, 알제리를 독립 정부로 최초로 인정해준 나라였다. 소련이 프랑스로부터 독립하려고 하는 식민지 알제리를 도와준 이유는 소련 해군이 대서양으로 나갈 수 있는 몇 안되는 거점였다. 알제리에 루블화를 좋은 조건으로 대출해주고, 무기를 적극 판매했다. 지금도 알제리는 러시아제 무기를 수입 중이다. 러시아에게 성공적인 외교 정책 중 하나인 알제리는 프랑스의 바로 밑에 위치한 지정학 조건을 갖고 있어, 알제리 국방력이 프랑스보다 작더라도 프랑스를 긴장하게 만들기엔 충분하기 때문에 반대편 진영인 러시아로선 종속변수로서 알제리가 가치가 있다.  러시아는 550기의 수호이 27 계열 전투기를 운용한다.  알제리는 59기의 수호이 27 계열 전투기를 운용 중이다. 전형적인 독자변수와 종속변수 파트너 국가들의 전력 차이다.

### 한국형 자주국방 모델

#### 고슴도치 전략
미국 안보 매체, 내셔널 인터레스트지는 한국군이 국방비를 늘렸다고, 비스트 모드(짐승 모드)에 돌입했다고 평가했다. 주변국의 군사력이 1위,2위,3위,5위인 상황에서 한국은 생존을 위해 6위까지 국방력을 올려서, '나를 건들면 난 죽지만, 나 혼자 죽진 않고 널 길동무로 삼는다'라는 고슴도치 전략이다. '동귀어진'이라는 말과도 같다. 즉, 한국은 주변국에게 공격받을 때 지더라도 공격한 나라도 만신창이로 만들 수 있다는걸 대내외에 보여주어, 전쟁억지력을 갖는다는 개념이다. 한국이 고슴도치 전략을 밑바탕하기 위해 추진중인 대표적인 전력 도입 사업이다.
- 핵잠수함 보유 의지 천명
- F-35A/B형 80대 보유 및 KFX 개발
- KDDX와 신형상륙함 도입
- K9 자주포 개량
- 한미 미사일 협정 변경으로 고체 연료 로켓 개발의 길이 열려서 ICBM 개발 가능성

## 한국의 군사제약

### 군사 제약
주한 미군 사령관과 미국의 국방부 장관은 한국군이 준비가 안 돼 있다는 이유로, 전시 작전통제권 전환을 장담하지 못 한단 뉘앙스로 말했다.
한국이 미국에게 군사제한을 받거나, 간섭받는 군대 모든 조항들은 다음과 같다.
- 전쟁시엔 한국군의 작전통제권이 한미연합사(미국)에게 있다
- 핵탄두를 만들 수 있는 재료인 플루토늄은 한미 협정으로 제한

## 같이 보기
- 동북아 균형자론
- 박정희 정부
- 율곡 사업